# Cerro Rico
Der Cerro Rico (auch Cerro de Potosí, Quechua Sumaq Urqu, dt. Reicher Berg) ist ein Berg in den Anden bei Potosí, Bolivien. Der Berg ist für seine großen Silbervorkommen bekannt, die seit der spanischen Kolonialzeit abgebaut werden. Auch heute noch werden dort Silber und Zink abgebaut. Der Cerro Rico hat eine Höhe von 4800 m. Die Minen sind heute noch in Betrieb und können besucht werden. Im Juni 2014 wurde der Schutzbereich um den Cerro Rico aufgrund der Gefährdung des unkontrollierten Minen- und Abbaussystems zusätzlich zur bisherigen Unterschutzstellung des kolonialen Stadtviertels als Teil der Roten Liste des gefährdeten Welterbes von der UNESCO erweitert.

## Geologie und Mineralfunde

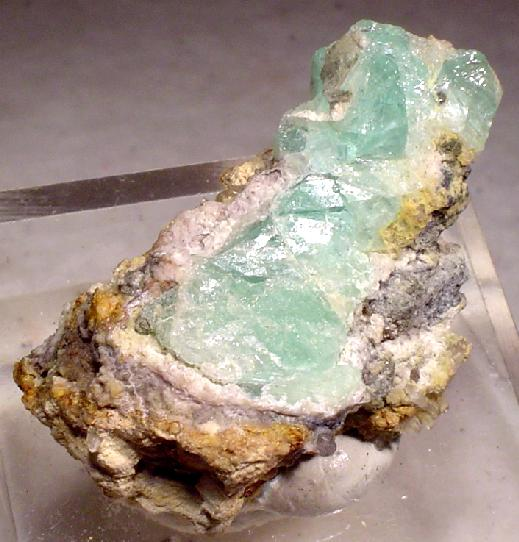
Phosphophyllit vom Cerro de Potosí (Cerro Rico), Potosí, Bolivien (Größe 3,0 cm × 1,9 cm × 1,6 cm)

Das Grundgestein des Cerro Rico besteht aus stark umgewandelten, verkieselten, pyritisierten oder chloritisierten Vulkangestein. Die reichen Silbervorkommen werden dort seit fast 500 Jahren abgebaut. Im 20. Jahrhundert kamen noch Blei, Kupfer, Wolfram, Zinn und Zink hinzu. 
Cerro Rico oder auch Cerro de Potosí ist ein bekannter Fundort für verschiedene Minerale und ihre Varietäten. Entsprechend sind die dortigen Bergwerke sowie deren Abraumhalden ein beliebtes Reiseziel für Sammler. Insgesamt konnten am Cerro Rico bisher (Stand 2014) rund 100 verschiedene Minerale bzw. Varietäten entdeckt werden. Neben gediegen Silber und dem bekannten Silbermineral Akanthit sowie dem auch als Bleiglanz bekannten Mineral Galenit, dem Kupferkies Chalkopyrit, dem Wolframerz Wolframit, dem Zinnstein Kassiterit und der Zinkblende Sphalerit wurden hier unter anderem noch die teilweise seltenen Minerale Arsenopyrit, Diaphorit, Doyleit, Faustit, Fizélyit, Greenockit, Hopeit, Jarosit, Melanterit, Miargyrit, Nakrit, Pyrostilpnit, Phosphophyllit, Stephanit und Valentinit sowie die Quarzvarietät Chalcedon und die Muskovitvarietät Serizit gefunden.
Für die Zinnsulfide Berndtit (SnS2) und Ottemannit (Sn2S3) gilt der Berg zudem als Typlokalität.